# Franklin Park (Illinois)
Pour les articles homonymes, voir Franklin Park.
Franklin Park est un village situé dans le comté de Cook en proche banlieue de Chicago dans l'État de l'Illinois aux États-Unis.
L’actrice Sheila Ryan (1952-2012) y est née.